# Paranapiacabaea
Paranapiacabaea là một chi rêu trong họ Sematophyllaceae.